# 齋桑諾夫卡
齋桑諾夫卡（俄语：Зайсановка），是俄羅斯的村落，位於該國东南部濱海邊疆區，由哈桑區負責管轄，始建於1880年，面積0.84平方公里，海拔高度2米，2010年人口0。